# Acsa
Acsa là một thị trấn thuộc hạt Pest, Hungary. Thị trấn này có diện tích 26,94 km², dân số năm 2010 là 1501 người, mật độ 56 người/km².